# Ђенони
Ђенони (итал. Genoni) је насеље у Италији у округу Ористано, региону Сардинија.
Према процени из 2011. у насељу је живело 884 становника. Насеље се налази на надморској висини од 425 м.

## Становништво
| 1951. | 1961. | 1971. | 1981. | 1991. | 2001. | 2011. |
| ----- | ----- | ----- | ----- | ----- | ----- | ----- |
| 1.536 | 1.529 | 1.339 | 1.208 | 1.103 | 1.006 | 885   |